# L'Hôme-Chamondot
L'Hôme-Chamondot è un comune francese di 227 abitanti situato nel dipartimento dell'Orne nella regione della Normandia.

## Società

### Evoluzione demografica
Abitanti censiti